# إذاعة تندوف
إذاعة تندوف هي إذاعة محلية بولاية تيندوف الجزائرية تبث برامجها باللغة العربية واللهجة الحسانية على موجة إف أم 98.00. انطلقت في البث بتاريخ 12 مارس 1999م.

## وصلات خارجية
- إذاعة تندوف بث حي
- قائمة الإذاعات المحلية بالجزائر
- شبكة الإذاعات الجهوية